# Bovichtus chilensis
Bovichtus chilensis är en fiskart som beskrevs av Regan, 1913. Bovichtus chilensis ingår i släktet Bovichtus och familjen Bovichtidae. IUCN kategoriserar arten globalt som livskraftig. Inga underarter finns listade.